# Palotás László
Palotás László (Érsekújvár, 1905. január 26. – Budapest, 1993. szeptember 13.) Kossuth-díjas magyar építőmérnök, hídépítő mérnök, egyetemi tanár, a műszaki tudományok doktora, a Magyar Tudományos Akadémia rendes tagja. A beton- és vasbeton szerkezetek anyagtudományi, elméleti és tervezési kérdéseinek kutatója volt, emellett hozzájárult a tartószerkezetek műszaki mechanikai elméletének fejlesztéséhez, közreműködött több magyarországi Duna-híd rekonstrukciójában.

## Életútja
1928-ban szerezte meg építészmérnöki oklevelét a budapesti Magyar Királyi József Műegyetemen. 1929 és 1936 között a műegyetem II. számú hídépítéstani tanszékén volt Mihailich Győző tanársegédje. Ezekben az években két ízben volt belföldi kutatási ösztöndíjas, 1935–1936-ban pedig állami ösztöndíjjal a Berlini Műszaki Egyetemen dolgozott tanársegédként. 1936-tól a közigazgatásban dolgozott, a kereskedelem- és közlekedésügyi minisztérium hídépítési ügyosztályának tisztviselője volt. 1945-től 1948-ig a közlekedésügyi minisztérium tervezői csoportjának vezetője főmérnöki, majd műszaki tanácsosi, végül miniszteri osztálytanácsosi rangban. Ezzel párhuzamosan a Nógrád és Pest-Pilis-Solt-Kiskun vármegyéket magában foglaló hídépítési kerület felügyelője volt. 1948–1949-ben a szervezőmunkájának köszönhetően létrejött Állami Mélyépítéstudományi és Tervező Intézet (ÁMTI) első igazgatója, 1949–1950-ben az Építéstudományi Intézet igazgatóhelyettese és laboratóriumvezetője volt. 1950-től 1954-ig a Földalatti Vasútépítő Vállalat vezérigazgató-helyettesi feladatait látta el.
A második világháború végén az egyetemi tanításhoz is visszatért. 1944-ben a térbeli keretszerkezetek témakörében magántanári képesítést szerzett a József Nádor Műszaki és Gazdaságtudományi Egyetemen. 1949-ben helyettes tanári címmel megbízták a hídépítéstani tanszék vezetésével, amely feladatot 1951-ig látta el. 1952-től 1955-ig a szolnoki Közlekedési Műszaki Egyetem mechanikai és tartószerkezeti katedrájának tanszékvezető egyetemi tanára volt. 1955-től a fővárosi Építőipari és Közlekedési Műszaki Egyetem hídépítéstani tanszékén oktatott, 1957-től 1963-ig pedig tanszékvezetőként irányította az oktatómunkát. 1963-ban átkerült a Budapesti Műszaki Egyetemre (BME), ahol 1968-ig az építőanyagok tanszékének vezetésével bízták meg, emellett a beton- és vasbeton-építési laboratórium munkáját is irányította.
Nyugdíjazása után 1973-ig a Magyar Tudományos Akadémia, 1973-tól 1975-ig a BME tudományos tanácsadójaként tevékenykedett.

## Munkássága
Fő kutatási területe az építési anyagok – kiemelten a beton és a vasbeton – anyagtudományi és műszaki mechanikai vizsgálata volt, emellett több, a tartószerkezetek – főként keret- és héjszerkezetek, rácsos tartók – tervezéséhez, a nyomatékeloszlás számításához alkalmazható egyenlet kidolgozása fűződik a nevéhez. Behatóan foglalkozott az egyes betontípusok, a portland- és a bauxitcement fizikai tulajdonságaival, a beton összetételével, víz–levegő–cement-arányával, az adalékanyagok szemcseszerkezetével, és mindezek hatásával a beton műszaki tulajdonságaira, finomságára, nyomó- és hajlítószilárdságára, terhelhetőségére, rugalmasságára, kopásállóságára, vízzáró és fagyálló tulajdonságaira, a beton és a vasbetétek feszültségmegoszlására. Kidolgozott több képletet, amelyekkel az összetétel és adalékanyagok függvényében számítható és tervezhető a betonszerkezet szilárdsága és egyéb műszaki jellemzője, valamint kidolgozta a beton- és vasbeton szerkezetek tartós alakváltozásának modelljét (erőjáték, támasztóerő-változás stb. folyamatai).
A vasbeton-technológia, a rácsos tartó műszaki mechanikai vizsgálatán keresztül jelentősen hozzájárult a hídépítés alapvető tervezési feladatainak tökéletesítéséhez. Széchy Károllyal együtt jelentős szerepet játszott a második világháború utáni országos hídrekonstrukciós munkálatok (ún. hídcsata) irányításában, amelynek során előbb a kisebb közúti és vasúti hidak ideiglenes járhatóvá tételéről gondoskodtak, utóbb pedig végleges vasbeton szerkezetekkel váltották fel őket. Ez utóbbiak anyagtani előkészítésében vezető szerepet vállalt mint a vasbeton-technológia szakértője, de közreműködött a világháborúban felrobbantott nagyobb Duna-hidak – Petőfi híd, pozsonyeperjesi Kis-Duna-híd – rekonstrukciós és az Árpád híd tervezési munkájában, s irányítása alatt folyt a Széchenyi lánchíd újjáépítése (1949) is.
Pályája során kiterjedt szakirodalmi, tankönyvírói tevékenységet folytatott, tucatnyi szakkönyve mellett mintegy harminc egyetemi jegyzete jelent meg, több könyv szerkesztője, társszerkesztője volt. Tanulmányainak, szakcikkeinek száma nem jelentős, 1990-ben 14 közleményt jegyzett. 1956-ban alapító szerkesztője volt Az Építéstudományi Intézet Tudományos Közleményei című periodikának.

### Szervezeti tagságai és elismerései
1990-ben a Magyar Tudományos Akadémia levelező, 1991-ben rendes tagjává választották, 1956-tól 1968-ig az MTA építéstudományi munkaközösségének vezetője volt. Tiszteleti tagja volt a Szilikátipari Tudományos Egyesületnek, elnöke a Nemzetközi Híd- és Felsőépítési Társaság (IVBH) magyar csoportjának.
A korszerű magyarországi építőanyag-gyártás és az anyagtakarékos betontechnológia tudományos alapjainak lefektetéséért 1962-ben megkapta a Kossuth-díj második fokozatát. 1963-ban és 1981-ben Jáky József-díjban, 1982-ben BME Emlékéremben részesült. Kimagasló építéstudományi munkássága, oktatási és szakirodalmi tevékenysége elismeréseként 1983-ban Akadémiai Díjat kapott. Ezek mellett kitüntetettje volt a Magyar Népköztársasági Érdemérem ezüst fokozatának (1947) és a Magyar Népköztársasági Érdemrend ötödik fokozatának (1950).

### Főbb művei
- Keretszerkezetek I–III. Budapest: Mérnöki Továbbképző Intézet. 1943–1947.
- Keretek elmélete és számítása. Budapest: Közlekedési. 1951.  500 o.
- Minőségi beton. Budapest: Közlekedési. 1952.  344 o.
- Tartórácsok számítása. Budapest: Közlekedési. 1953.  434 o.
- Építőanyagok. Budapest: Terra. 1958.  = Műszaki Értelmező Szótár,  174 o.
- Általános hídépítés: Vasbeton és kőhidak. Budapest: Építőipari és Közlekedési Műszaki Egyetem. 1958.  214 o.  (Balázs Györggyel)
- Vasbetonszerkezetek I–II.: Bunkerok, silók, folyadéktartályok. Budapest: Építőipari és Közlekedési Műszaki Egyetem. 1958–1959.  344 o.  (Kilián Józseffel)
- Építőanyagok. Budapest: Építőipari és Közlekedési Műszaki Egyetem. 1961.  454 o.  (Veres Sándorral)
- Vasbetonhidak ábra- és tervgyűjteménye. Budapest: Építőipari és Közlekedési Műszaki Egyetem. 1962.  113 o.
- Vasbetonstatika I–II. Budapest: Tankönyvkiadó. 1962.
- Vasbetonszilárdságtan. Budapest: Mérnöki Továbbképző Intézet. 1962.  331 o.
- Vasbetonépítéstan I.: A vasbeton szilárdságtana I–II. Budapest: (kiadó nélkül). 1964–1967.  411 + 426 o.  (Mihailich Győzővel)
- Vasbetonszerkezetek töréselmélete. Budapest: Tankönyvkiadó. 1966.  249 o.
- Építőanyag praktikum. Budapest: Tankönyvkiadó. 1966.  467 o.  (Balázs Györggyel és Kilián Józseffel)
- Vasbetonépítéstan II.: Magasépítési szerkezetek. Budapest: Tankönyvkiadó. 1967.  394 o.
- Keretszerkezetek. Budapest: Tankönyvkiadó. 1967.  568 o.  (Szerémi Lászlóval)
- Betonszilárdítás. Budapest: Műszaki. 1968.  211 o.  (Kilián Józseffel és Balázs Györggyel)
- A vasbeton elmélete: Fejezetek a vasbeton elmélete köréből. Budapest: Akadémiai. 1973.  774 o.
- A beton sajátfeszültségei és repedésérzékenysége. Budapest: Műszaki Egyetem Továbbképző Intézete. 1975.  131 o.
- Mérnöki szerkezetek anyagtana I–III. Budapest: Akadémiai. 1979–1980.
- Hidak. Budapest: Műszaki. 1987.  130 o.

## Emlékezete
Budapest XI. kerületében, egykori Edömér utcai lakhelye falán 1998 óta tábla őrzi emlékét. A Nemzetközi Betonszövetség (FIB) magyar tagozata 2000-ben Palotás László-díjat alapított, amellyel a beton- és vasbeton szerkezetek mérnöki tervezésében kiemelkedő jelentőségű hazai és külföldi eredményeket ismerik el.
Születésének századik évfordulóján, 2005 januárjában a Budapesti Műszaki és Gazdaságtudományi Egyetem tudományos ülésszakot rendezett, amelyen Palotás László életútját és munkásságát bemutató előadások hangoztak el. Ez alkalommal avatták fel a műegyetem szoborparkjában bronz mellszobrát, Szabó Gábor alkotását.